# Gare de Sainte-Pazanne
La gare de Sainte-Pazanne est une gare ferroviaire française de la ligne de Nantes-État à La Roche-sur-Yon par Sainte-Pazanne, située sur le territoire de la commune de Sainte-Pazanne dans le département de la Loire-Atlantique, en région Pays de la Loire.
C'est une gare de la Société nationale des chemins de fer français (SNCF), desservie par des trains express régionaux TER Pays de la Loire

## Situation ferroviaire
Établie à 17 mètres d'altitude, la gare de Sainte-Pazanne est située au point kilométrique 20,406 de la ligne de Nantes-État à La Roche-sur-Yon par Sainte-Pazanne (déclassée de Commequiers à La Roche-sur-Yon), entre les gares de Port-Saint-Père - Saint-Mars et de Machecoul. Gare de bifurcation, elle est l'origine de la ligne de Sainte-Pazanne à Pornic où elle est suivie par la gare de Saint-Hilaire-de-Chaléons.

## Histoire
Depuis mi-2010, les installations de la gare (signaux, aiguillages, etc.) sont gérées par un PIPC, remplaçant un poste d'aiguillage de 1925. Ce nouveau poste a été réalisé par Thalès.

## Service des voyageurs

### Accueil
Gare SNCF, elle dispose d'un bâtiment voyageurs, avec guichet, ouvert du lundi au samedi et fermé les dimanches et jours fériés. Elle est équipée d'automates pour l'achat des titres de transport.

### Desserte
Sainte-Pazanne est desservie par des trains TER Pays de la Loire circulant entre Nantes et Pornic ou entre Nantes et Saint-Gilles-Croix-de-Vie.

### Intermodalité
Un parc pour les vélos et un parking pour les véhicules y sont aménagés.